# Peter Heuser (Politiker)
Peter Heuser (* 13. September 1865 in Herchen/Siegkreis; † 1. April 1930 in Wiesbaden) war Oberbürgermeister der Stadt Recklinghausen.

## Leben
Nach dem Abitur leistete Peter Heuser seinen Militärdienst als Einjährig-Freiwilliger beim 1. Rheinischen Infanterie-Regiment Nr. 25 in Straßburg und war Oberleutnant der Landwehr. Nach dem Assessorexamen im Jahre 1892 nahm er eine Tätigkeit beim Amtsgericht Siegburg auf, bevor er Beigeordneter der Stadt Bonn wurde. 1895 erhielt er  hier die Ernennungsurkunde zum Ersten Beigeordneten. Seine Wahl zum Bürgermeister der Stadt Recklinghausen fiel auf den 5. August 1904. Am 18. Oktober des Jahres wurde Heuser in sein Amt eingeführt. Die Ernennung zum Oberbürgermeister folgte im Jahre 1907. In diesem Amt blieb er bis zu seiner  Pensionierung am 15. Juni 1919. Für sein vorzeitiges Ausscheiden aus dem Amt waren gesundheitliche Gründe ausschlaggebend.
Von 1917 bis 1919 war Heuser Mitglied des Westfälischen Provinziallandtages.